# Phönix A
Phönix A byl rakousko-uherský stíhací létající člun užívaný v první světové válce. 
Byl vyráběn v rakousko-uherském podniku Phönix podle vzoru německého letounu Hansa-Brandenburg W.18 (s motorem Benz Bz.III, 112 kW), který byl postaven pouze v jednom prototypu jako modernizace letounu Hansa-Brandenburg CC.

## Technické údaje
- Osádka: 1 muž
- Vyrobeno: 47 + 1 (W.18) ks
- Motor: Austro-Daimler
- Výkon: 135 kW
- Vlastní hmotnost: 875 kg
- Hmotnost vzletová: 1145 kg
- Rozpětí: 10,7 m
- Délka: 8,15 m
- Výška: 3,45 m
- Nosná plocha: 34,38 m²
- Maximální rychlost: 160 km/h
- Čas výstupu na výšku 1000 m: 5 min
- Dolet: 300 km
- Výzbroj: 2x 8mm postranní pevný kulomet